# Donjon de Vincennes
Pour un article plus général, voir Château de Vincennes.
Le donjon de Vincennes est la pièce maîtresse du château de Vincennes, sur la commune de Vincennes du Val-de-Marne, en bordure du bois et du fort du même nom. S'élevant à 50 mètres de hauteur au-dessus du sol de la cour, il fut une résidence des rois de France et l'un des plus hauts donjons d'Europe avec la tour de Crest dans la Drôme (depuis la destruction du donjon de Coucy 54 mètres en 1917). Ancien logis royal puis prison d'État, il est classé aux monuments historiques en 1993 et 1999 et constitue un important site touristique du Val-de-Marne et de la proche banlieue de Paris.

## Résidence de Charles V
Le donjon est au sein du complexe castral, l'espace d'habitation voulu par Charles V. À sa création, le rez-de-chaussée devait être inclus dans les appartements royaux. Mais dès l'avènement de Charles V au trône, celui-ci fait le choix d'un accès au premier étage par le châtelet d'entrée, indépendant du rez-de-chaussée. Il décide en même temps de créer un accès prestigieux à la chambre du 2e étage, par une "grande vis" telle qu'il en fait réaliser au même moment au Louvre. L'étroit escalier original devient alors un dégagement secondaire.
La salle du premier étage, aujourd'hui nommée "salle des gardes", était originellement la chambre à parer, c'est-à-dire la principale pièce de réception d'un appartement royal médiéval. On ignore l'usage que pouvaient avoir les pièces contenues dans les tours d'angles.
La salle du deuxième étage était la chambre du roi, seconde pièce principale de l'appartement, elle combine des fonctions publiques et privées. Les pièces de cet étage sont bien décrites dans les archives. La salle centrale était meublée d'un buffet et de sa vaisselle, d'un lit et de trois coffres. Elle était décorée de pièces d'armement suspendues au mur. Sa somptuosité a frappé les contemporains de Charles V. Les pièces à l'entour étaient réservées à l'usage personnel du roi, accessibles à un nombre très réduit de personnes.
- Au sud-ouest, la garde-robe, conservait les textiles précieux dans des coffres. Le souverain choisissait de s'y retirer pour recevoir quelqu'un seul à seul, comme l'indiquent les chroniques au sujet de la visite de l'empereur Charles IV. Cette pièce est l'une des plus confortables et des mieux éclairées.
- Au nord-ouest, le "retrait" qui mène aux latrines, est plus sombre. Il servait probablement à la toilette du roi, ainsi que d'espace d'entrepôt du trésor royal. Seul cet étage présente, dans la tour des latrines, une pièce supplémentaire, "l'estude du roi", où il pouvait s'isoler et travailler.
- Au nord-est se trouve la chapelle, et l'oratoire du roi ménagé dans l'épaisseur du mur. L'autel se trouvait dans la fenêtre est.
- L'appartement du roi se poursuivait autour du châtelet d'entrée, par une grande salle, détruite au XVIIe siècle, et une autre étude, située au dessus de la porte ouest, qui était accessible par un pont de bois par une porte-fenêtre depuis la salle principale.

Le troisième étage était destiné au dauphin Charles, futur Charles VI. L'appartement de la reine devait se trouver dans le manoir (aujourd'hui disparu).
Aux espaces résidentiels s'ajoute un programme défensif. Certains éléments militaire participent de l'image guerrière de l'occupant, servent à asseoir sa puissance symbolique. D'autres indiquent un souci fonctionnel de protection, particulièrement dans les derniers niveaux du donjon, où se concentrent les défenses verticales et les plateformes de tir et au niveau de la chemise, sur laquelle se déploient les systèmes défensifs rasants. La tour dispose d'un petit arsenal, attestées par les sources, comprenant arbalètes, pièces d'artillerie, martinets et garrots.

## Liste des personnalités emprisonnées au donjon de Vincennes
- Jean Pic de la Mirandole (1488)[5]
- Henri IV (1574)[6]
- Henri II de Bourbon-Condé[6] (1616)
- Jean Duverger de Hauranne, abbé de Saint-Cyran (1638-1643)
- Jean-François Paul de Gondi (1652-1654)[7]
- Nicolas Fouquet[6]
- Jean Henri, dit Latude[6] (1749-1750)
- Mirabeau (1777-)[6]
- Étienne Antoine Boulogne
- Ferdinand de Géramb
- Le marquis de Sade (1777, 1778-1784)[6]
- Armand Barbès[6]
- Auguste Blanqui[6]
- François-Vincent Raspail[6]

Denis Diderot n'a pas été emprisonné dans le donjon mais dans un bâtiment attenant à la Sainte-Chapelle et désormais détruit.

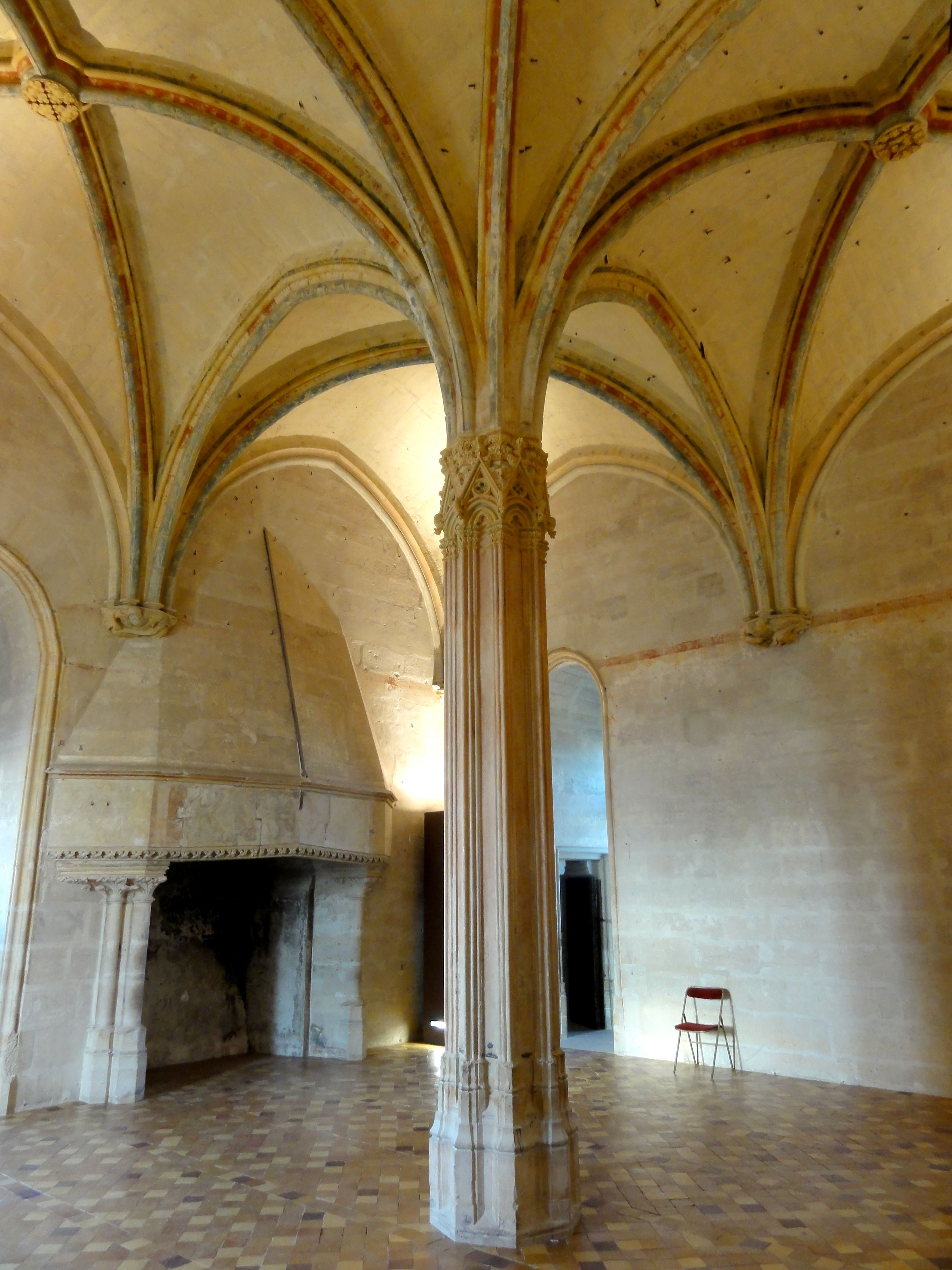
Vue de la chambre du Roi.

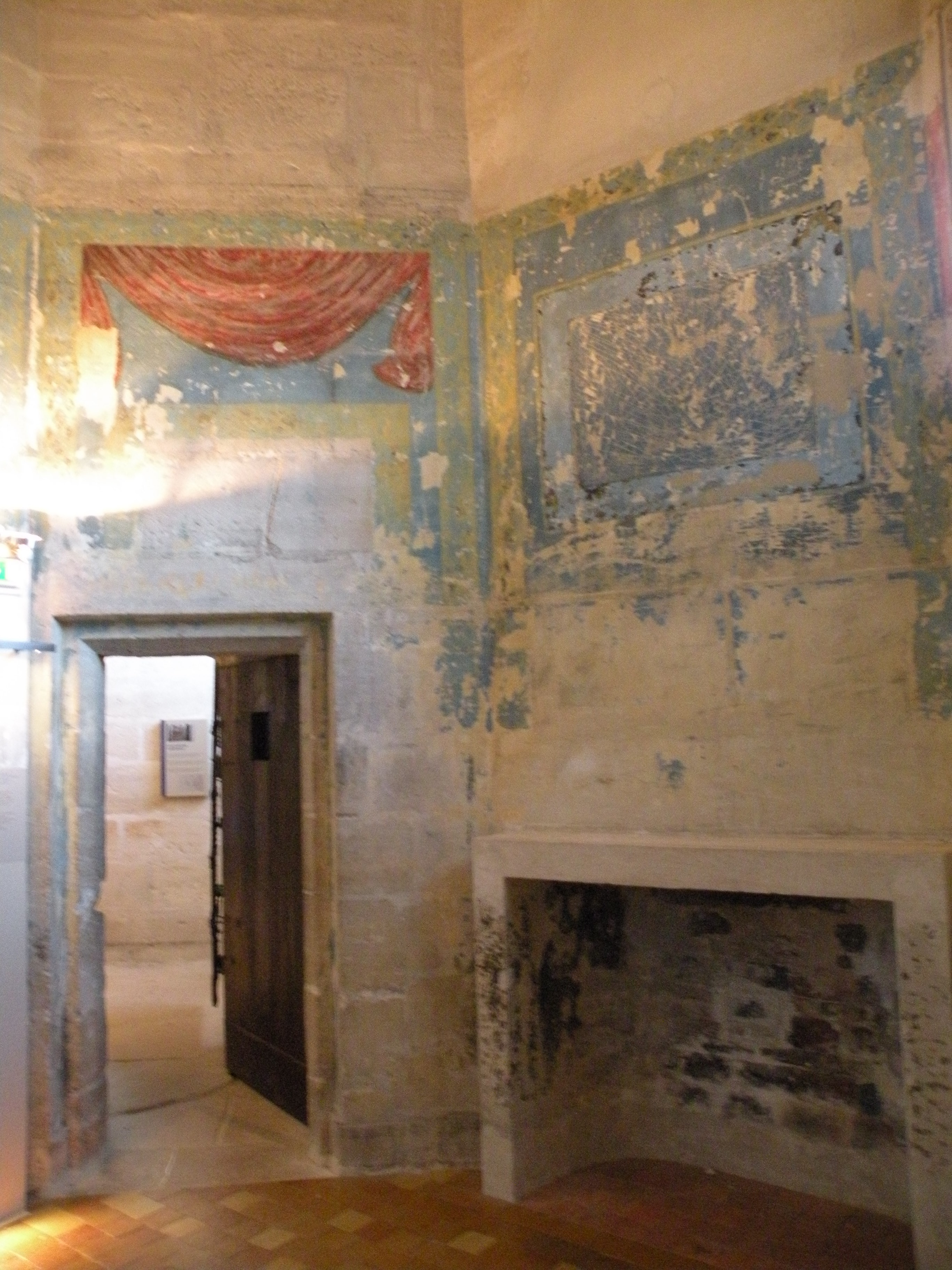
Une des cellules du donjon qui a été celle d'Étienne Antoine Boulogne et de Mirabeau.